# イル＝ド＝バ
イル＝ド＝バ （Île-de-Batz、ブルトン語:Enez-Vaz）は、フランス、ブルターニュ地域圏、フィニステール県のコミューン。ロスコフと向かい合う島、バ島にある。

## 地名の由来

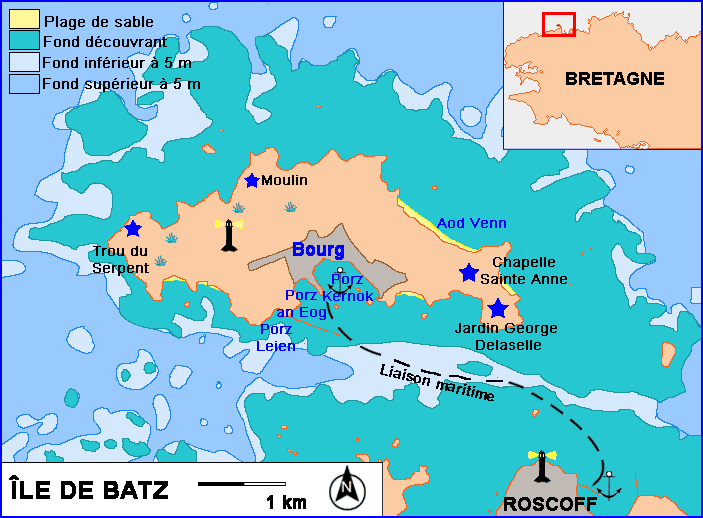
イル＝ド＝バの地図

満足のいく語源は発見されていない。古くは島であった、ロワール＝アトランティック県沿岸の町、バ＝シュル＝メールと同じである。ブルトン語の bazh や vazh が「杖」を意味するため、聖ポル・オレリアン（fr）の巡礼者杖を示すという解釈は、風変わりな思いつきであろう。

## 地理
バ島はポナン諸島の1つである。ロスコフの沖合2マイルに位置する。島の長さは3.5km、幅は1.5kmである。島を一周すると10kmである。島は、強い海流が優勢な狭い水道で本土から切り離されている。メキシコ湾流の恩恵を受けて、温暖な海洋性気候である。そのために多様で品質の良い野菜栽培が可能である。

## 歴史

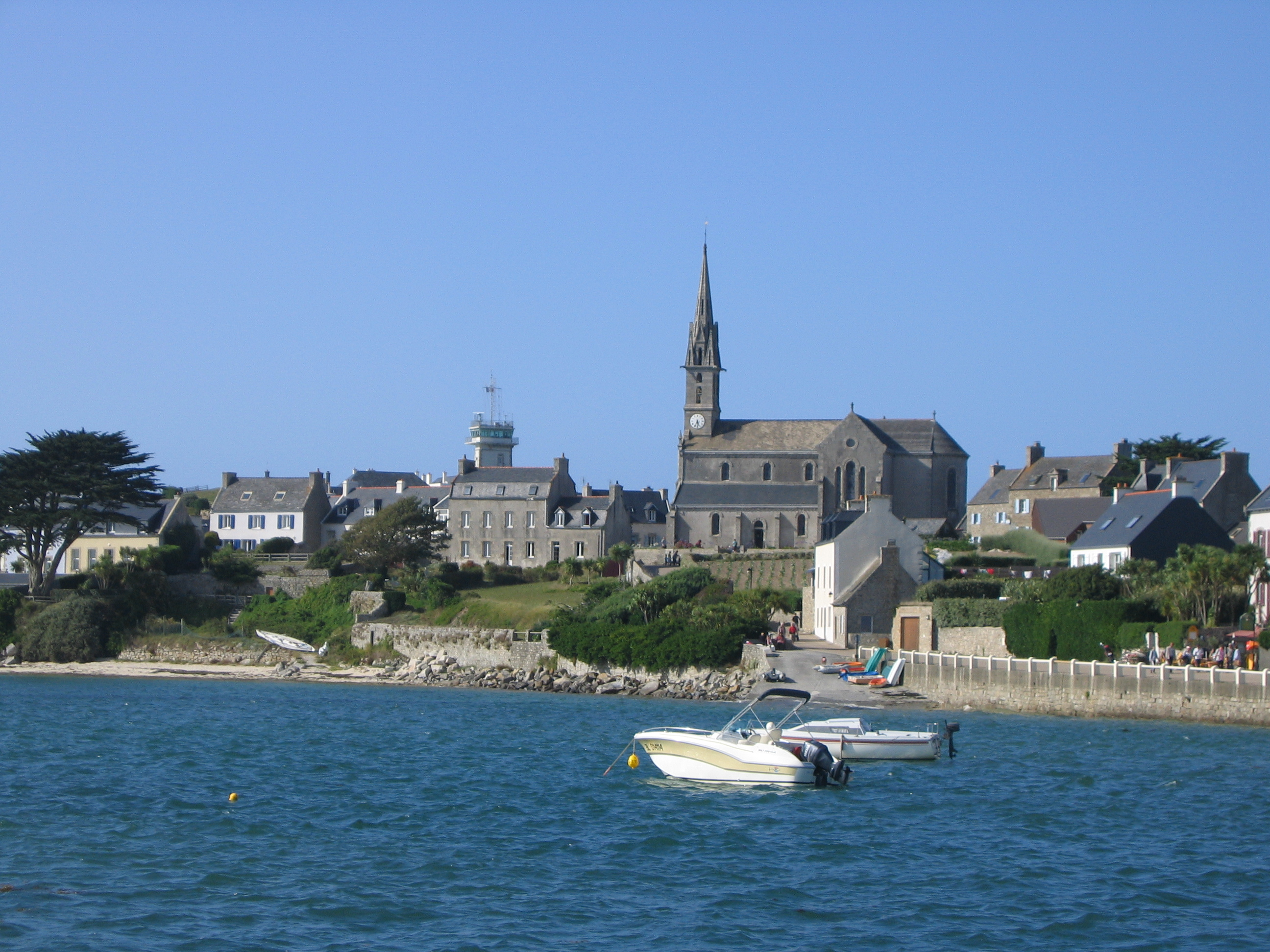
海側から眺めたノートルダム・デュ・ボン・スクール教会

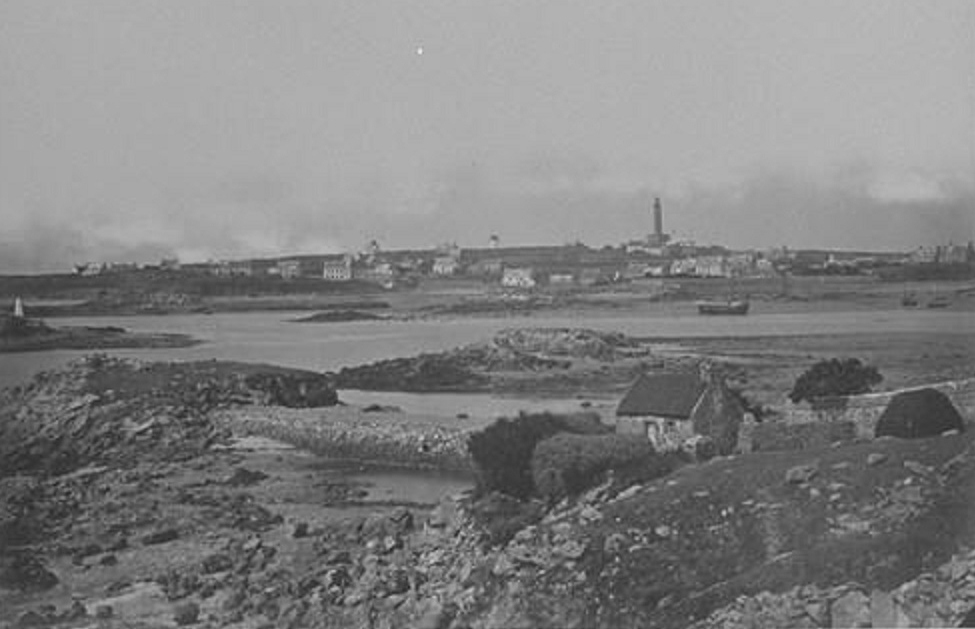
1873年に撮影されたイル＝ド＝バ

伝説によると、ウェールズ出身の福音伝道者、聖ポル・オレリアンは525年に島に上陸し、『穴のヘビ』と呼ばれ、住民を脅かしていたドラゴンを退治した。ポル・オレリアンは、ドラゴンが自ら海へ飛び込むようにさせたのである。彼は530年頃に、島に修道院を建てた。
イル＝ド＝バ教区は、サン＝ポル＝ド＝レオン司教区のもとにあるレオン助祭区を構成していた。
9世紀、ヴァイキングがバ島に本土への足がかりとして前哨基地を築いた。その後14世紀から18世紀初頭にかけ、イングランド軍が島を複数回荒らした。18世紀から19世紀、男たちは全員が海で働き、女たちは陸で働いていた。カボタージュの減少と、レオン地方北部で行われている園芸農業が島にも導入され、19世紀後半に島は劇的に変化を遂げた。
1388年、アランデル伯率いるイングランド軍がバ島を攻略した。『1000人の武装兵と300人の射手を含んだかなりの艦隊』で、『全てが略奪され尽くした後に、火が放たれた。イングランド軍は同様のやり方でウェサン島、レ島、オレロン島を襲い、フランス人全員と防衛にまわったブルトン人全員を探索した。』

### 海藻
19世紀半ばの文書に記されているように、バ島住民にとって海藻を収穫して焼くことは、重要な経済活動だった。バ島とカロ半島の住民は、海藻を乾燥させ、自家用の燃料にしていた。住民たちは細心の注意を払って灰を作り、農業用に売買したが、純粋な状態のままの灰ではない。燃やした牛糞と海藻灰を混ぜ合わせ、沿岸の住民はそれを太陽光の下で乾燥させてから、燃料にしていた。最も混ぜ物が少ない海藻灰は、したがって最も評判が高く珍重されていた、バ島産のものだった。カロ半島産の海藻灰は、純粋に海藻灰だけでできてはいなかった。カロ半島産の海藻灰は、半島で産出される黒っぽい大量の土と混ぜられたので、価格と特徴は劣った。5月末から6月上旬までモルレーやペンゼの市場で海藻やコンブの灰が売られ、シザン郡やサン・テゴネックの農夫たちがソバ栽培に用いた。
海藻は動物の飼料にも用いられた。『バ島、プルエスカ、プルガステルでは、ウマ、雌牛、ブタが海藻の一種を好むという結果が出た。海藻はブルトン語でBezin trouc'hといった。（別の種類の海藻である）Bezin teleskは胸部疾患の特効薬だとして、島民はハーブティーを製造していた。』
1865年、バ島は、ロスコフの岬からケーブルを介して、本土と電信が接続された。

## 人口
| 1793年 | 1800年 | 1851年 | 1901年 | 1954年 | 2005年 | 2012年 |
| ------ | ------ | ------ | ------ | ------ | ------ | ------ |
| 805    | 1 809  | 1 174  | 1 291  | 1 088  | 594    | 506    |

（参照元：1999年までLdh/EHESS/Cassini、2004年以降INSEE）

## 文化遺産
ジョルジュ・ドラゼル庭園（fr）
1897年、パリ出身の保険業者ジョルジュ・ドラゼルにより創設された。1937年に土地が売られ、庭園は荒廃したが、1989年から有志により再建が始められ、1997年には沿岸保護機構が土地を買い戻した。現在、世界中の植物が1700種以上栽培され、ヤシの珍しいコレクションも展示されている。
聖アンヌ礼拝堂
この礼拝堂は、聖ポル・オレリアンが創設し、9世紀にヴァイキングにより破壊された修道院の跡地に建てられた。現在の建物は、11世紀末から12世紀に作られたが、中世の終わりに島の東部を覆った砂のために見捨てられた。
ノートルダム・デュ・ボン・スクール教会
1873年に墓地の跡地に建てられた。聖ポル・オレリアンのものと言われるストラや7世紀の東洋の織物、17世紀の聖ポル・オレリアンの木版画などを所有している。
灯台
1836年に建てられた。高さ44m。
蛇の穴
海岸から数m先に横たわる大岩。聖ポル・オレリアンがストラを使い、島を荒らすドラゴンを海に突き落としたという伝説が残る。

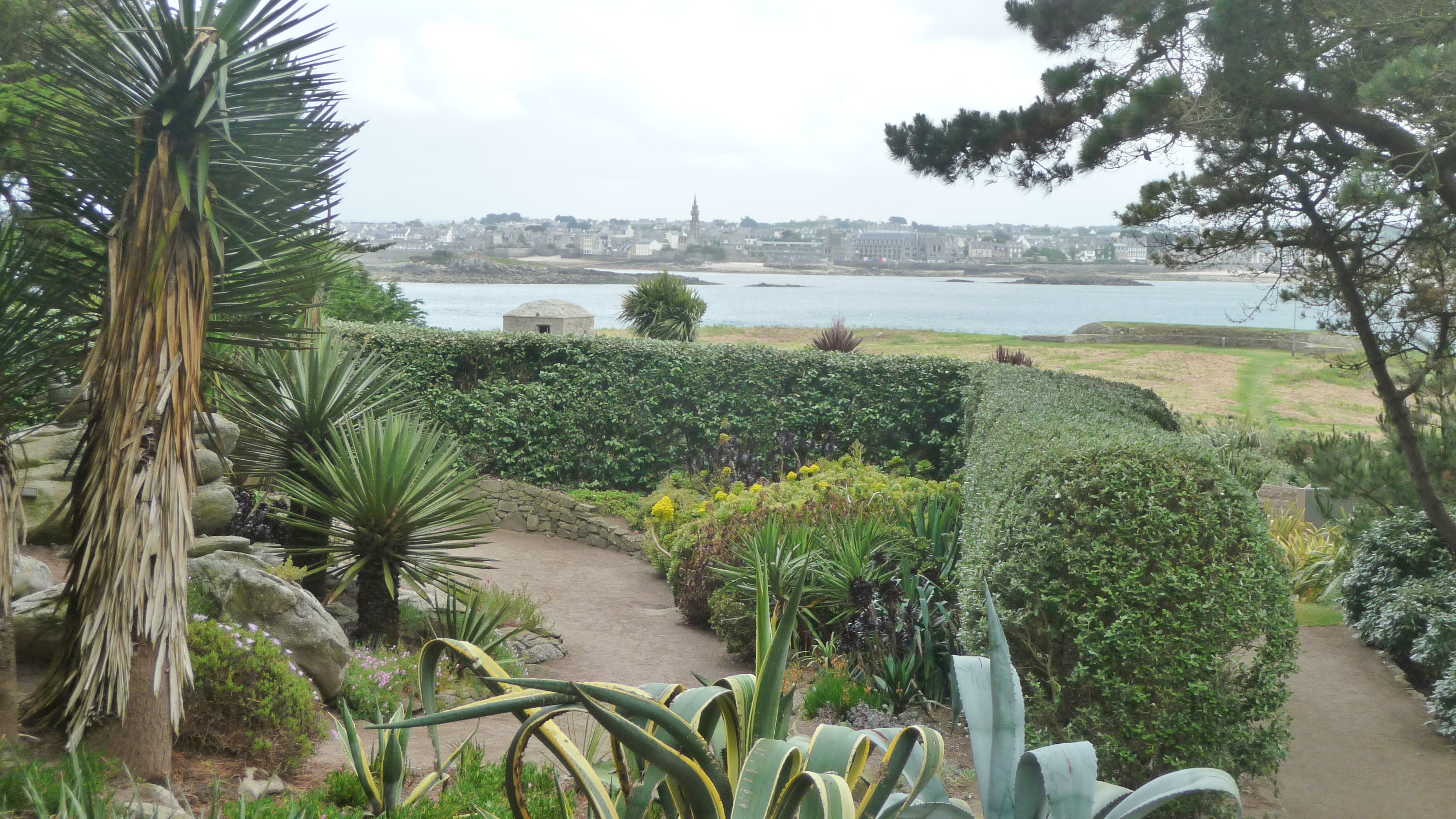
ジョルジュ・ドラゼル庭園（対岸はロスコフ）
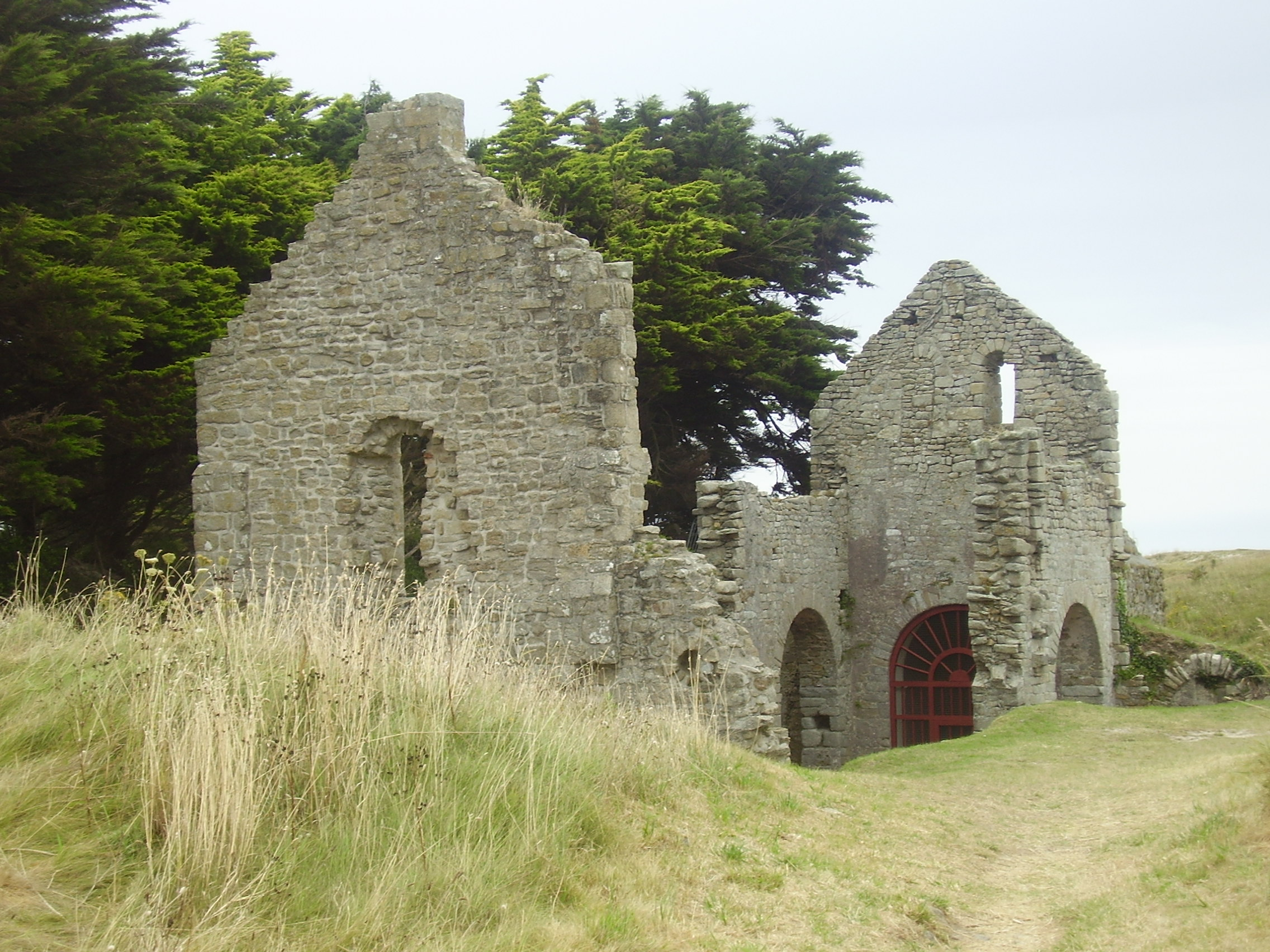
聖アンヌ礼拝堂跡
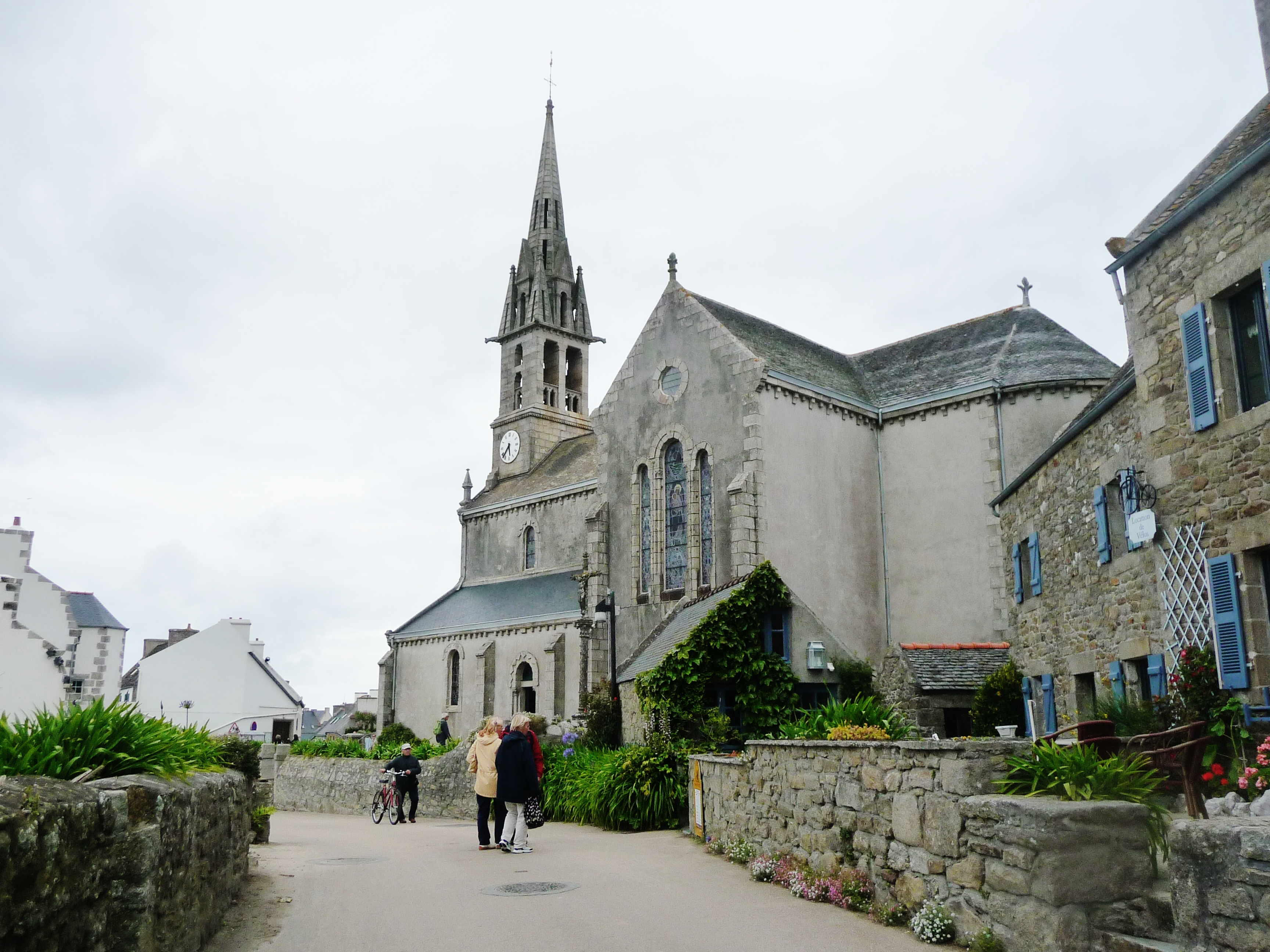
ノートルダム・デュ・ボン・スクール教会
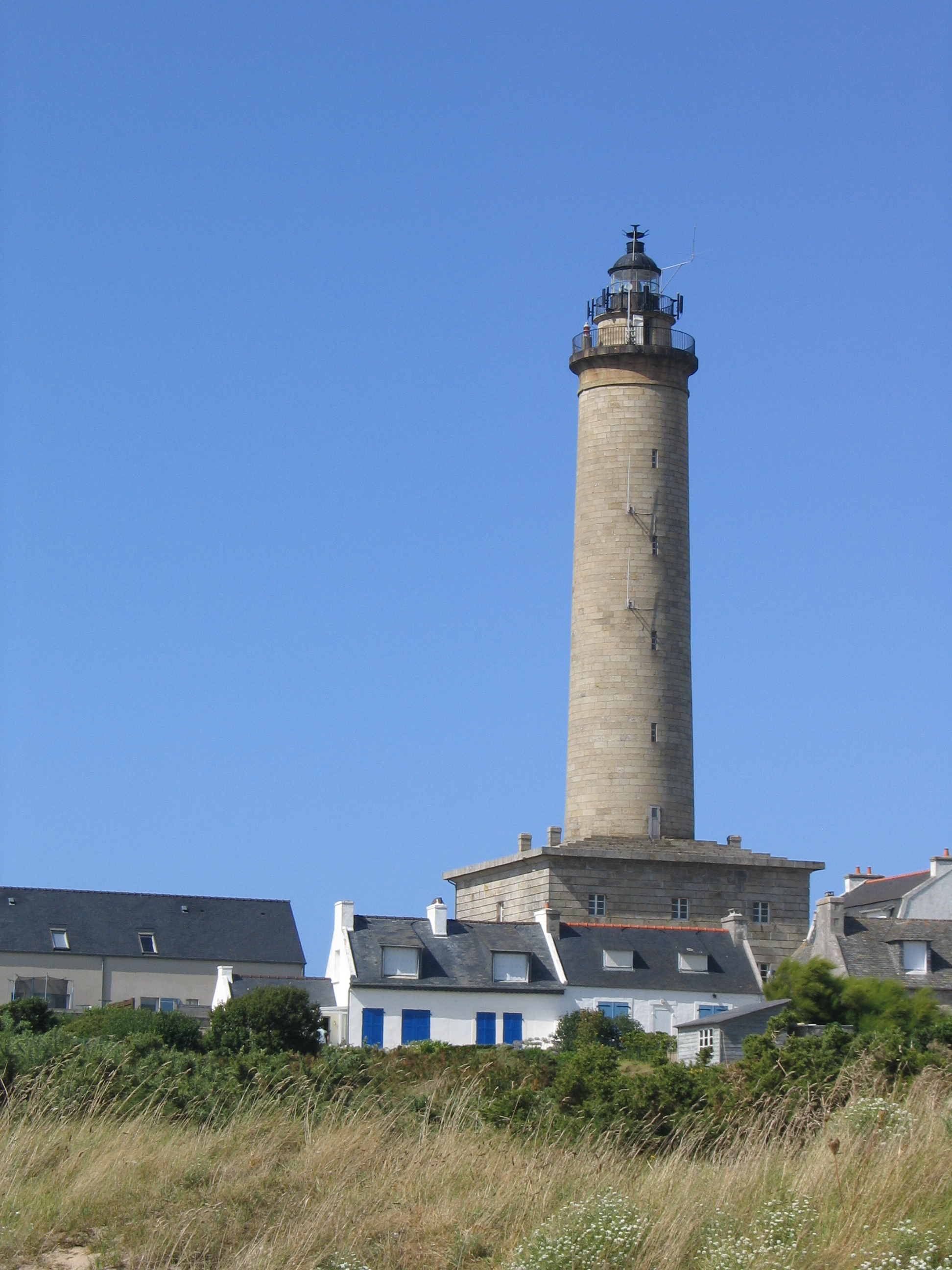
灯台
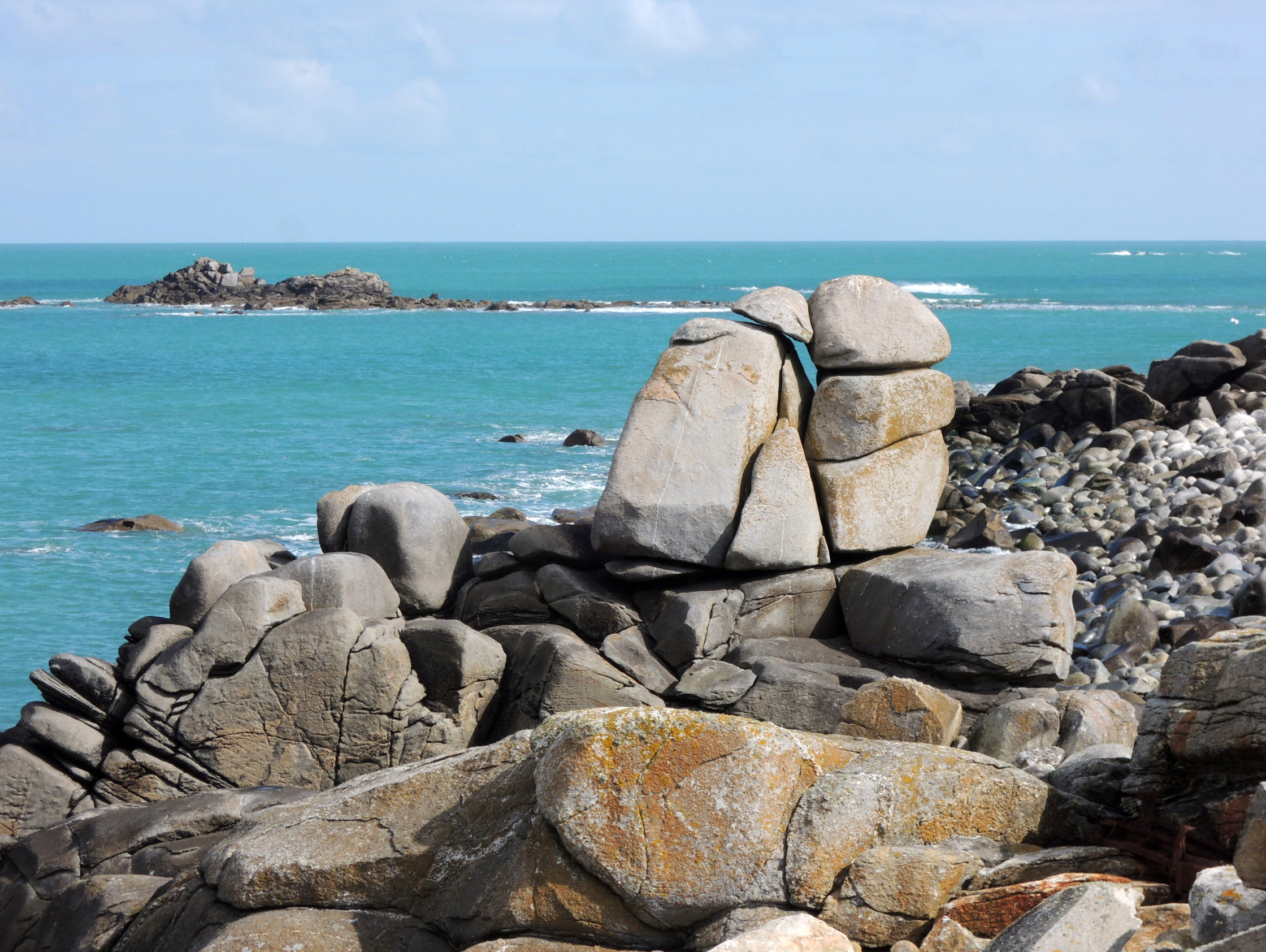
蛇の穴

## 交通
イル＝ド＝バ関連会社が、ロスコフから年間を通じて島に連絡船を運行している。イル＝ド＝バ関連会社は、フィニステール海上輸送会社と、アルモール・エクスキュルション会社、マリティーム・アルメン会社の3社からなる。季節便として、プルガスヌ、ロキレック、トレブルダン、カランテック、モゲリエックからの便がある。季節によっては、モルレー湾ツアー、バ島ツアー、モルレー川遊覧といったツアーが組まれる。
島の往来可能な港は、南海岸に位置するPorz Kernok港である。岩に囲まれていてほんのわずかしか係留場所がない、島の北岸にアクセスすることは不可能である。